# Hellur
Hellur este un oraș din Insulele Faroe.